# هولمار اویلفسون
هولمار اویلفسون (انگلیسی: Hólmar Örn Eyjólfsson؛ زادهٔ ۶ اوت ۱۹۹۰) بازیکن فوتبال اهل ایسلند است.
از باشگاه‌هایی که در آن بازی کرده‌است می‌توان به باشگاه فوتبال چلتنهام تاون، باشگاه فوتبال بوخوم، باشگاه فوتبال وستهام یونایتد و باشگاه فوتبال روزنبورگ اشاره کرد.
وی همچنین در تیم ملی فوتبال ایسلند بازی کرده‌است.